# Gmina Lunxhër
Gmina Lunxhër (alb. Komuna Lunxhër) – gmina miejska położona w południowej części Albanii. Administracyjnie należy do okręgu Gjirokastra w obwodzie Gjirokastra. W 2011 roku populacja gminy wynosiła 1941 osób w tym 937 kobiet oraz 1004 mężczyzn, z czego Albańczycy stanowili 58,01%, Arumuni 2,42% a Grecy 3,55% mieszkańców. 
W skład gminy wchodzi dziesięć miejscowości: Dhoksa, Erind, Gjatë, Kakoz, Karjan, Këllëz, Mingul, Nokovë, Qestorat, Valare.